# Please Don't Ask
Please Don't Ask (en castellano "Por Favor No preguntes") es una canción del grupo británico Genesis perteneciente a su álbum Duke de 1980. Es una de las dos composiciones exclusivas del baterista Phil Collins para este álbum, siendo la otra "Misunderstanding".
Ambas canciones estaban inspiradas en el actual divorcio de Collins, pero mientras que "Misunderstanding" exploraba la falta de comunicación en una canción de tempo medio, "Please Don't Ask" es una balada pop.
Raras veces Genesis había incursionado tan de lleno en el pop hasta ese entonces, pareciera como si Collins fuera a romper en llanto en cualquier momento mientras vocaliza la canción, que retrata su tristeza de una forma cruda y simple. El momento emocional más elevado llega con el coro:

I know the kids are well, you're a mother to the world (Sé que los niños están bien, eres la mejor madre del mundo) 

But I miss my boy (Pero extraño a mi nene)

La falta de poesía y metáforas hacen que la canción sea casi incómoda, demasiado íntima. De otro forma, podría haber funcionado bien pero se sentía algo descolocada en el álbum Duke, donde simplemente aparece como un relleno, pero cobra más sentido luego del lanzamiento del primer álbum como solista de Collins, Face Value. "Please Don't Ask" nunca fue interpretada en vivo por la banda y permaneció confinada al álbum, la cual es recordada por los seguidores del grupo por ser una de las primeras composiciones exclusivas de Collins.
- Datos: Q5672705